# Luigi Monticelli Obizzi
Il marchese Luigi Monticelli Obizzi (Crema, 8 luglio 1863 – Milano, 23 aprile 1946) è stato un dirigente sportivo e powerlifter italiano.

## Biografia
Luigi Monticelli Obizzi nacque a Crema nel 1863, figlio del marchese Vincenzo Luigi e di Maria Obizzi. Da giovane praticò nuoto, ginnastica, scherma e canoa; apprese anche il savate, la boxe francese. A venti anni, mentre era studente a Genova, iniziò ad allenarsi con i pesi e nel 1885, a Milano, si iscrisse alla S.G.M. Forza e Coraggio. Nel 1890 fondò il Club Atletico Milanese, che ben presto divenne la più nota società di sollevamento pesi in Italia.
Nel 1896 arrivò secondo in un concorso internazionale di Amsterdam dietro il tedesco Johannes Schneider. Su sua iniziativa, il 2 maggio 1897 si svolse a Milano il primo Campionato italiano. Monticelli Obizzi si classificò al terzo posto, risultato che ripeté nei campionati nazionali del 1900, mentre si classificò secondo nel 1901 e nel 1902.
Grazie a Monticelli Obizzi il 4 aprile 1899 si svolse a Milano il III Campionato del Mondo di sollevamento pesi della IWF. Nel 1902 con Aristide Muggiani e Cesare Viganò fondò in autonomia dalla FGI la Federazione Atletica Italiana, comprendente le discipline del sollevamento pesi e della lotta greco-romana. Monticelli Obizzi ne fu il primo presidente, fino al marzo 1911.
Il suo impegno nella pesistica continuò anche successivamente, come arbitro internazionale, giurato e pubblicista su prestigiose riviste sportive. Morì  a Milano il 23 aprile 1946.

## Palmarès
| Anno | Manifestazione                                | Sede   | Evento          | Risultato |
| ---- | --------------------------------------------- | ------ | --------------- | --------- |
| 1897 | Campionati italiani di sollevamento pesi 1897 | Milano | categoria unica | Bronzo    |
| 1900 | Campionati italiani di sollevamento pesi 1900 | Genova | categoria unica | Bronzo    |
| 1901 | Campionati italiani di sollevamento pesi 1901 | Milano | categoria unica | Argento   |
| 1902 | Campionati italiani di sollevamento pesi 1902 | Pavia  | categoria unica | Argento   |

## Riconoscimenti
- Nel 1957 gli venne dedicato dalla FIAP il Trofeo di Propaganda di sollevamento pesi
- Nel 2006, nel 60º anniversario della morte, gli viene dedicato dalla FIJLKAM il Campionato italiano assoluto di lotta greco-romana.